# 애정의 조건 (1987년 드라마)
《애정의 조건》은 1987년 3월 7일부터 1987년 8월 30일까지 방영된 KBS 2TV 주말 드라마이다.

## 줄거리
가난한 한 여인이 인생의 화려한 정상에 오른 후 그 욕망의 허망함을 깨닫는다는 줄거리의 드라마

## 등장 인물
- 황신혜 : 김원주 역
- 김희애 : 김원미 역
- 김영철 : 정병준 역
- 김주승 : 용현 역
- 박근형
- 정영숙 : 김 마담 역
- 김영애
- 서우림 : 원주 어머니 역
- 이진숙 : 원주 고모 역
- 김을동
- 박일 : 원주 오빠 역
- 이미경 : 원주 올케 역
- 이혜영
- 전광렬
- 박병호 : 병준 부 역
- 반효정 : 병준 모 역
- 노영국
- 방숙례
- 신원균
- 이인숙
- 윤영주
- 남주희 : 원미 친구 역
- 원석연 : 박승진(원주 첫 남편) 역
- 이춘식
- 이기홍
- 신성문
- 김경애

## 주제가
- 제목 : 애정의 조건
- 작사 : 신상호
- 작곡 : 신상호
- 노래 : 최유나

## 참고 사항
- 7시 30분에 편성되었는데 8시에 방영된 MBC <사랑과 야망>의 김을 빼는 느낌을 줬다는 지적이 있었다.[2]
- 얽히고 설킨 애정 관계 때문에 비난을 샀다.[3]
- 출연진 불화로 인해 예정보다 빨리 종영되었다.[4]
- KBS아카이브에는 첫회와 마지막회만 보관되어 있다.